# Grazzanise
Grazzanise – miejscowość i gmina we Włoszech, w regionie Kampania, w prowincji Caserta.
Według danych na rok 2004 gminę zamieszkiwało 6821 osób, 148,3 os./km².